# Rudnia (sielsowiet Dobrowola)
Rudnia (biał. Рудня; ros. Рудня) – wieś na Białorusi, w obwodzie grodzieńskim, w rejonie świsłockim, w sielsowiecie Dobrowola, na terenie Parku Narodowego „Puszcza Białowieska”.
W XIX w. znajdowała się tu kaplica katolicka, należąca do parafii Trójcy Przenajświętszej w Świsłoczy. W dwudziestoleciu międzywojennym wieś leżała w Polsce, w województwie białostockim, w powiecie wołkowyskim, w gminie Świsłocz.